# Blue Lips (curta-metragem)
Blue Lips é um curta-metragem de 2018 co-produzido, co-escrito e estrelado pela artista sueca Tove Lo. O filme foi lançado no YouTube e Vevo em 19 de outubro de 2018, e apresenta dez músicas, nove do terceiro álbum de estúdio de Lo, Blue Lips (2017), e uma de seu segundo álbum de estúdio, Lady Wood (2016). O curta foi anunciado por Lo em suas mídias sociais em 8 de outubro de 2018, onde ela compartilhou o poster e sua data de lançamento. Dois dias depois, ela compartilhou uma teaser do curta. Foi dirigido e escrito por Malia James com Lo trabalhando no roteiro também, enquanto Nathan Scherrer e Laura Haber serviram como produtores executivos.
Ao contrário de Fairy Dust, um dos curtas anteriores de Lo, Blue Lips apresentava partes das músicas em vez de usá-las completamente, também mistura um uso diegético e não diegético das músicas. O filme gira em torno dos amigas Ebba (interpretada por Lo) e Kit (interpretada por Ana Coto) em uma festa após a última sofrer um fim de um romance.

## Enredo
O filme abre com Kit patinando em uma pista de patinação, ela conversa com Ebba do lado de fora e diz que se sente mal porque um cara com quem ela estava namorando voltou com sua ex-namorada (Bad Days). Ebba e Kit vão à casa da tia de Ebba para esquecer tudo, enquanto no carro ouvem música (Shivering Gold). Elas se arrumam para ir a uma festa e ambas se ajudam a se vestir (Stranger). Na festa elas dançam e ficam bêbadas (Disco Tits), Kit conhece Romy e a beija apaixonadamente no banheiro. Depois da festa Ebba e Kit vão a uma mercearia e começam a mexer nos produtos e brincar com as coisas que encontram na loja. As duas tomam banho juntas e conversam na banheira sobre o futuro, sua amizade e amor.
No dia seguinte elas se deitam na beira da piscina da casa em que estão hospedadas e conversam sobre rapazes (Struggle), Kit vai a outra mercearia comprar umas batatas fritas (Shedontknowbutsheknows) onde conhece Guy, eles flertam e ela o convida para uma festa. Ambas falam sobre Guy e a festa em que elas vão mais tarde naquele dia (Bitches). Na festa Ebba conhece Guy sem saber quem ele é, até Kit dizer a ela, eles se dão bem e festejam juntos, Ebba conversa com TJ e Ricky enquanto Kit sai, porque ela sente ciúmes do flerte entre Ebba e Guy (Cool Girl). Ebba e Kit discutem sobre Guy fora da festa, Kit sai irritada e Ebba fica e dança com Guy (Romantics).
Ebba e Guy se conhecem melhor na casa de Guy, bebem tequila e compartilham histórias sobre suas vidas, Ebba e Guy caminham juntos e se beijam (Cycles). Ebba vai para casa e deita na cama com Kit enquanto elas se abraçam e alteram sua amizade. Na cena pós-créditos, Ebba aparece cantando o resto de "Cycles" na pista de patinação.

## Elenco
- Tove Lo como Eba
- Ana Coto como Kit
- Jafin Garvey como Guy
- Kera Armendariz como Romy
- Justin Jairam como TJ
- Justin Jackson como Rick

## Trilha sonora
| Número | Canção                      | Álbum     |
| ------ | --------------------------- | --------- |
| 1.     | "Bad Days"                  | Blue Lips |
| 2.     | "Shivering Gold"            | Blue Lips |
| 3.     | "Stranger"                  | Blue Lips |
| 4.     | "Disco Tits"                | Blue Lips |
| 5.     | "Struggle"                  | Blue Lips |
| 6.     | "Shedontknowbutsheknows"    | Blue Lips |
| 7.     | "Bitches"                   | Blue Lips |
| 8.     | "Cool Girl"                 | Lady Wood |
| 9.     | "Romantics" (com Daye Jack) | Blue Lips |
| 10.    | "Cycles"                    | Blue Lips |